# Tvärbanan
| Wagen 423 der Baureihe A32 an der Haltestelle Liljeholmen im Mai 2021 |                      |                                               |                                               |
| geografisch korrekte Übersichtskarte orange: in Betrieb, grau: im Bau |                      |                                               |                                               |
| Streckenlänge: | 20,0 km              |                                               |                                               |
| Spurweite: | 1435 mm (Normalspur) |                                               |                                               |
| Stromsystem: | 750 V =              |                                               |                                               |
| Streckengeschwindigkeit: | 75 km/h              |                                               |                                               |
| Zugbeeinflussung: | ATP                  |                                               |                                               |
| Zweigleisigkeit: | durchgängig          |                                               |                                               |
| |                      |                                               |                                               |
| \| \| \| Helenelunds station Ostkustbanan \| \| \| \| \| Helenelund (geplant) \| \| \| \| \| Uppsalavägen () \| \| \| \| \| Kistamässan/Torhamnsgatan \| \| \| \| \| Kista centrum/Jan Stenbecks torg Übergang 11 \| \| \| \| \| Hanstavägen \| \| \| \| \| Ärvinge \| \| \| \| \| Kymlingelänken () \| \| \| \| \| Igelbäcken \| \| \| \| \| Ursvik norra \| \| \| \| \| Ursviks torg (im Bau bis 2025) \| \| \| \| \| Rissne Übergang 10 \| \| \| \| \| 30 Solna Übergang 40 41 42 \| \| \| \| \| \| \| \| \| \| \| \| \| \| \| Solna centrum Übergang 11 \| \| \| \| \| Solna Business Park \| \| \| \| \| Mälarbanan \| \| \| \| \| Sundybergs centrum Übergang 10 43 44 \| \| \| \| \| Solvalla \| \| \| \| \| Bällsta bro \| \| \| \| \| Bällstaviken/Bällstaån \| \| \| \| \| Karlsbodavägen \| \| \| \| \| 31 Bromma flygplats \| \| \| \| \| Bromma Blocks \| \| \| \| \| Ulvsundavägen \| \| \| \| \| \| \| \| \| \| Norra Ulvsunda \| \| \| \| \| \| \| \| \| \| Straßenbahnbetriebshof Ulvsunda \| \| \| \| \| \| \| \| \| \| Johannesfred \| \| \| \| \| \| \| \| \| \| zum Brommadepå und zur Nockebybanan \| \| \| \| \| \| \| \| \| \| Alvik Übergang 12 17 18 19 \| \| \| \| \| \| \| \| \| \| 31 Alviks strand \| \| \| \| \| Alviksbron \| \| \| \| \| Stora Essingen \| \| \| \| \| \| \| \| \| \| Gröndalsbron \| \| \| \| \| Essingeleden (/) \| \| \| \| \| Gröndal \| \| \| \| \| Trekanten \| \| \| \| \| Liljeholmen Übergang 13 14 und Nybohovshissen \| \| \| \| \| Industrieanschlussbahn \| \| \| \| \| Anschluss an das Fernbahnnetz \| \| \| \| \| Årstadal \| \| \| \| \| \| \| \| \| \| Västra stambanan \| \| \| \| \| Årstaberg Übergang 40 41 42 43 44 \| \| \| \| \| Årstafältet \| \| \| \| \| Valla torg \| \| \| \| \| Linde \| \| \| \| \| Globen Übergang 19 \| \| \| \| \| Anschluss an das Netz der Tunnelbana \| \| \| \| \| Gullmarsplan Übergang 17 18 19 \| \| \| \| \| Fredriksdalsbron \| \| \| \| \| Mårtensdal \| \| \| \| \| Luma \| \| \| \| \| Sickla kaj \| \| \| \| \| Allébron \| \| \| \| \| Sickla udde \| \| \| \| \| 30 Sickla Übergang 25 \| \| \| \| \| \| \| \| Hinweise: - bro(n) bedeutet Brücke - depå(n) bedeutet Depot - vik(en) bedeutet Bucht - å(n) bedeutet Fluss \| \| \| \| |                      |                                               |                                               |
| |                      | Helenelunds station Ostkustbanan              |                                               |
| |                      | Helenelund (geplant)                          |                                               |
| |                      | Uppsalavägen ()                               |                                               |
| U-Bahn-Haltepunkt / Haltestelle (Strecke außer Betrieb) |                      | Kistamässan/Torhamnsgatan                     | Kistamässan/Torhamnsgatan                     |
| U-Bahn-Bahnhof (Strecke außer Betrieb) |                      | Kista centrum/Jan Stenbecks torg Übergang 11  | Kista centrum/Jan Stenbecks torg Übergang 11  |
| |                      | Hanstavägen                                   |                                               |
| U-Bahn-Haltepunkt / Haltestelle (Strecke außer Betrieb) |                      | Ärvinge                                       | Ärvinge                                       |
| |                      | Kymlingelänken ()                             |                                               |
| U-Bahn-Brücke über Wasserlauf (Strecke außer Betrieb) |                      | Igelbäcken                                    | Igelbäcken                                    |
| U-Bahn-Haltepunkt / Haltestelle (Strecke außer Betrieb) |                      | Ursvik norra                                  | Ursvik norra                                  |
| U-Bahn-Haltepunkt / Haltestelle (Strecke außer Betrieb) |                      | Ursviks torg (im Bau bis 2025)                | Ursviks torg (im Bau bis 2025)                |
| U-Bahn-Bahnhof (Strecke außer Betrieb) |                      | Rissne Übergang 10                            | Rissne Übergang 10                            |
| U-Bahn-Strecke (außer Betrieb) · U-Bahn-Kopfbahnhof Streckenanfang |                      | 30 Solna Übergang 40 41 42                    | 30 Solna Übergang 40 41 42                    |
| U-Bahn-Strecke (außer Betrieb) · U-Bahn-Tunnel |                      |                                               |                                               |
| U-Bahn-Strecke (außer Betrieb) · U-Bahn-Tunnel |                      |                                               |                                               |
| U-Bahn-Strecke (außer Betrieb) · U-Bahn-Haltepunkt / Haltestelle |                      | Solna centrum Übergang 11                     | Solna centrum Übergang 11                     |
| U-Bahn-Strecke (außer Betrieb) · U-Bahn-Haltepunkt / Haltestelle |                      | Solna Business Park                           | Solna Business Park                           |
| U-Bahn-Kreuzung mit Eisenbahn geradeaus oben (Strecke geradeaus außer Betrieb) · U-Bahn-Kreuzung mit Eisenbahn geradeaus oben |                      | Mälarbanan                                    | Mälarbanan                                    |
| U-Bahn-Strecke (außer Betrieb) · U-Bahn-Bahnhof |                      | Sundybergs centrum Übergang 10 43 44          | Sundybergs centrum Übergang 10 43 44          |
| U-Bahn-Haltepunkt / Haltestelle (Strecke außer Betrieb) · U-Bahn-Strecke |                      | Solvalla                                      | Solvalla                                      |
| U-Bahn-Strecke (außer Betrieb) · U-Bahn-Haltepunkt / Haltestelle |                      | Bällsta bro                                   | Bällsta bro                                   |
| U-Bahn-Strecke (außer Betrieb) · U-Bahn-Brücke über Wasserlauf |                      | Bällstaviken/Bällstaån                        | Bällstaviken/Bällstaån                        |
| U-Bahn-Strecke (außer Betrieb) · U-Bahn-Haltepunkt / Haltestelle |                      | Karlsbodavägen                                | Karlsbodavägen                                |
| U-Bahn-Kopfbahnhof Strecke bis hier außer Betrieb · U-Bahn-Strecke |                      | 31 Bromma flygplats                           | 31 Bromma flygplats                           |
| U-Bahn-Haltepunkt / Haltestelle · U-Bahn-Strecke |                      | Bromma Blocks                                 | Bromma Blocks                                 |
| U-Bahn-Strecke |                      | Ulvsundavägen                                 | Ulvsundavägen                                 |
| U-Bahn-Verschwenkung nach links · U-Bahn-Verschwenkung nach rechts |                      |                                               |                                               |
| U-Bahn-Haltepunkt / Haltestelle |                      | Norra Ulvsunda                                | Norra Ulvsunda                                |
| U-Bahn-Strecke von links · U-Bahn-Abzweig geradeaus und von rechts |                      |                                               |                                               |
| U-Bahn-Dienststation / Betriebs- oder Güterbahnhof · U-Bahn-Strecke |                      | Straßenbahnbetriebshof Ulvsunda               | Straßenbahnbetriebshof Ulvsunda               |
| U-Bahn-Strecke nach links · U-Bahn-Abzweig geradeaus und nach rechts |                      |                                               |                                               |
| U-Bahn-Haltepunkt / Haltestelle |                      | Johannesfred                                  | Johannesfred                                  |
| U-Bahn-Tunnelanfang |                      |                                               |                                               |
| U-Bahn-Abzweig geradeaus und von rechts (im Tunnel) |                      | zum Brommadepå und zur Nockebybanan           | zum Brommadepå und zur Nockebybanan           |
| U-Bahn-Tunnelende |                      |                                               |                                               |
| U-Bahn-Bahnhof |                      | Alvik Übergang 12 17 18 19                    | Alvik Übergang 12 17 18 19                    |
| U-Bahn-Tunnel |                      |                                               |                                               |
| U-Bahn-Bahnhof |                      | 31 Alviks strand                              | 31 Alviks strand                              |
| U-Bahn-Brücke über Wasserlauf |                      | Alviksbron                                    | Alviksbron                                    |
| U-Bahn-Haltepunkt / Haltestelle |                      | Stora Essingen                                | Stora Essingen                                |
| U-Bahn-Tunnel |                      |                                               |                                               |
| U-Bahn-Brücke über Wasserlauf |                      | Gröndalsbron                                  | Gröndalsbron                                  |
| |                      | Essingeleden (/)                              |                                               |
| U-Bahn-Haltepunkt / Haltestelle |                      | Gröndal                                       | Gröndal                                       |
| U-Bahn-Haltepunkt / Haltestelle |                      | Trekanten                                     | Trekanten                                     |
| U-Bahn-Bahnhof |                      | Liljeholmen Übergang 13 14 und Nybohovshissen | Liljeholmen Übergang 13 14 und Nybohovshissen |
| U-Bahn-Abzweig geradeaus und von links |                      | Industrieanschlussbahn                        | Industrieanschlussbahn                        |
| U-Bahn-Abzweig geradeaus und nach rechts |                      | Anschluss an das Fernbahnnetz                 | Anschluss an das Fernbahnnetz                 |
| U-Bahn-Haltepunkt / Haltestelle |                      | Årstadal                                      | Årstadal                                      |
| U-Bahn-Tunnel |                      |                                               |                                               |
| U-Bahn-Kreuzung mit Eisenbahn geradeaus unten |                      | Västra stambanan                              | Västra stambanan                              |
| U-Bahn-Bahnhof |                      | Årstaberg Übergang 40 41 42 43 44             | Årstaberg Übergang 40 41 42 43 44             |
| U-Bahn-Haltepunkt / Haltestelle |                      | Årstafältet                                   | Årstafältet                                   |
| U-Bahn-Haltepunkt / Haltestelle |                      | Valla torg                                    | Valla torg                                    |
| U-Bahn-Haltepunkt / Haltestelle |                      | Linde                                         | Linde                                         |
| U-Bahn-Bahnhof |                      | Globen Übergang 19                            | Globen Übergang 19                            |
| U-Bahn-Abzweig geradeaus und nach rechts |                      | Anschluss an das Netz der Tunnelbana          | Anschluss an das Netz der Tunnelbana          |
| U-Bahn-Bahnhof |                      | Gullmarsplan Übergang 17 18 19                | Gullmarsplan Übergang 17 18 19                |
| U-Bahn-Brücke |                      | Fredriksdalsbron                              | Fredriksdalsbron                              |
| U-Bahn-Bahnhof |                      | Mårtensdal                                    | Mårtensdal                                    |
| U-Bahn-Haltepunkt / Haltestelle |                      | Luma                                          | Luma                                          |
| U-Bahn-Haltepunkt / Haltestelle |                      | Sickla kaj                                    | Sickla kaj                                    |
| U-Bahn-Brücke über Wasserlauf |                      | Allébron                                      | Allébron                                      |
| U-Bahn-Haltepunkt / Haltestelle |                      | Sickla udde                                   | Sickla udde                                   |
| U-Bahn-Kopfbahnhof Streckenende |                      | 30 Sickla Übergang 25                         | 30 Sickla Übergang 25                         |
| |                      |                                               |                                               |
| Hinweise: - bro(n) bedeutet Brücke - depå(n) bedeutet Depot - vik(en) bedeutet Bucht - å(n) bedeutet Fluss |                      |                                               |                                               |

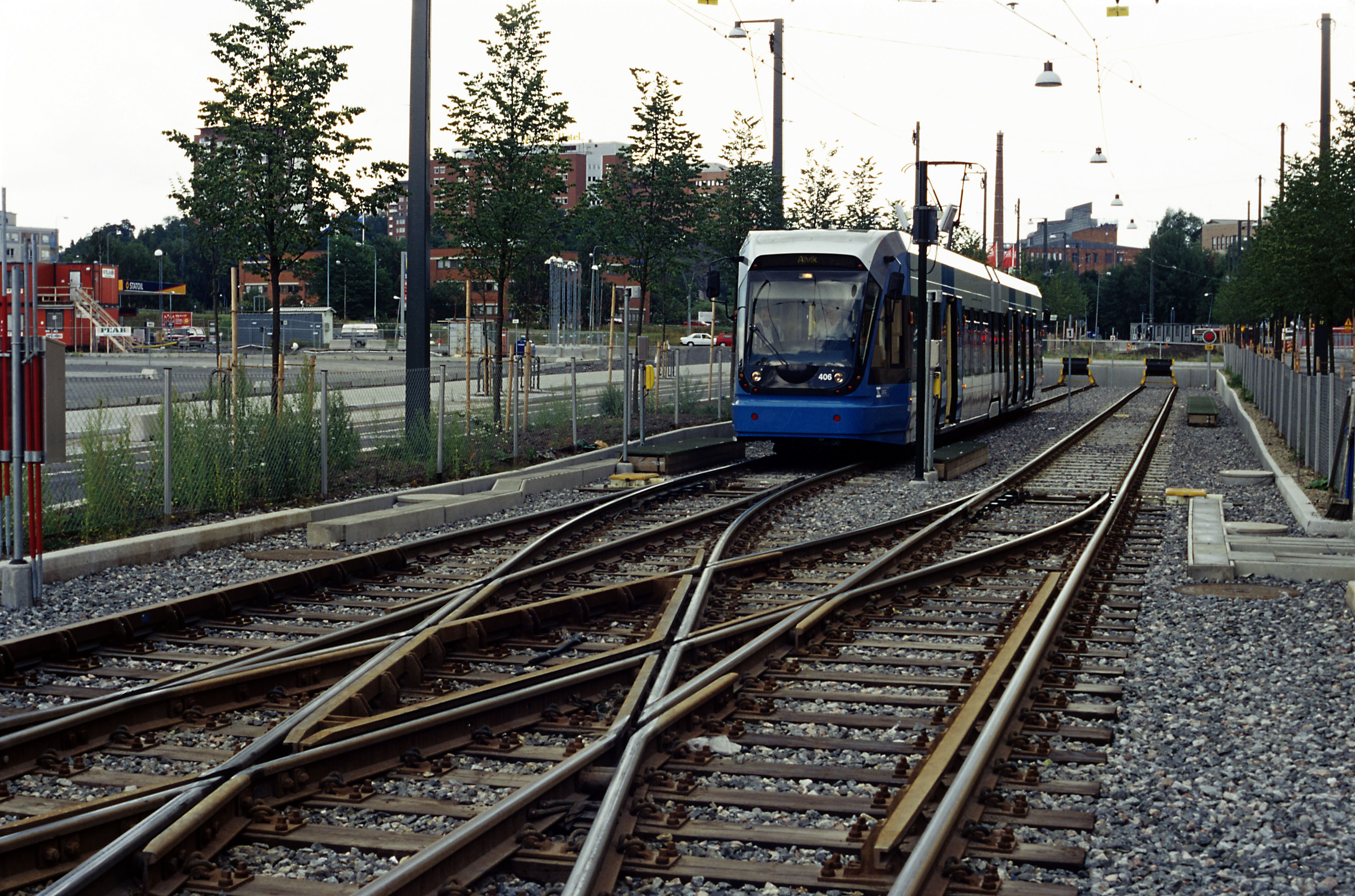
Triebwagen 406 in der Kehranlage Sickla udde (2003)

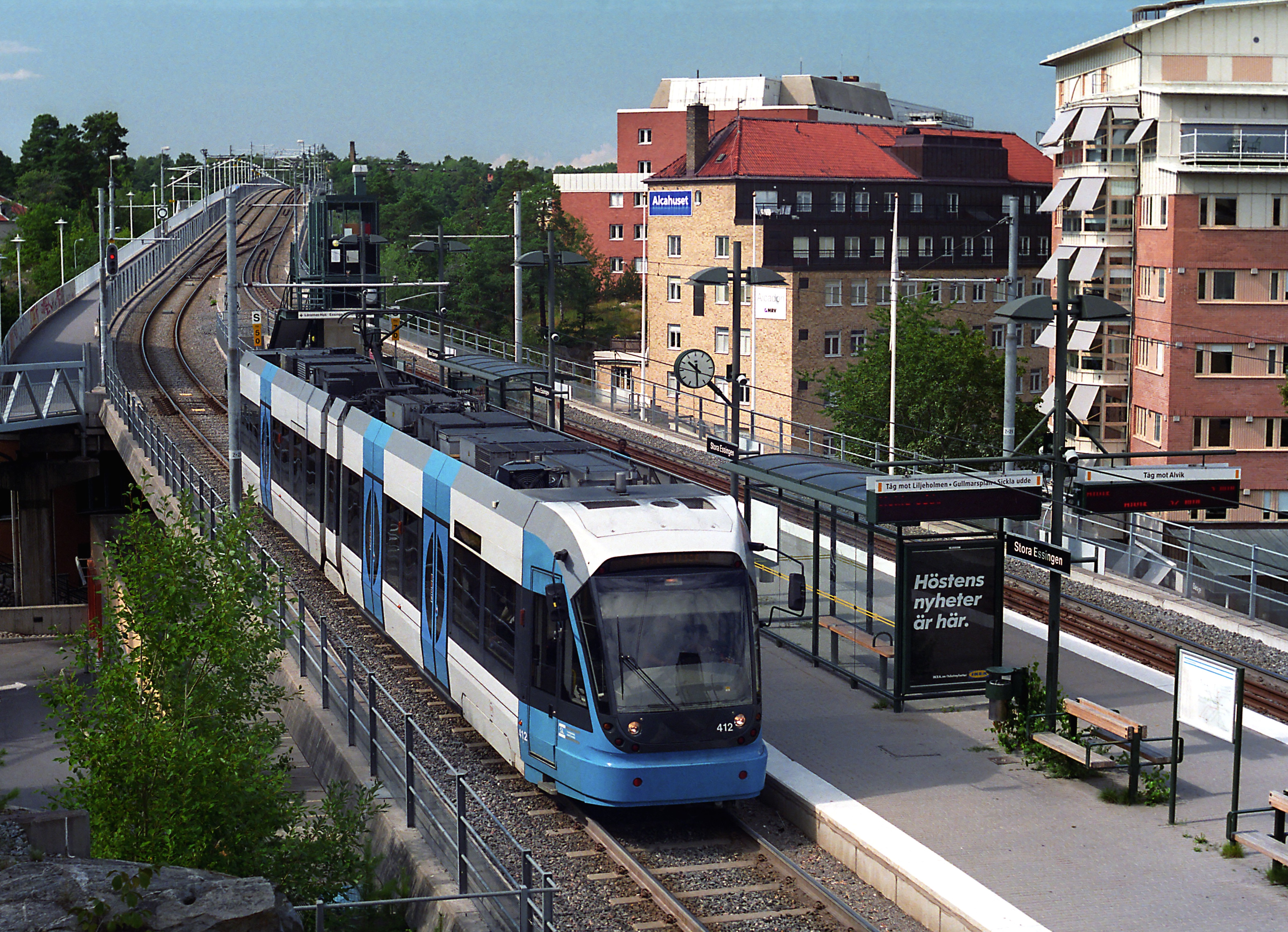
Stora Essingen, Richtung Alviksbron

Tvärbanan (deutsch Die Querbahn) ist eine Straßenbahnlinie des Stockholmer Straßenbahnnetzes, die im Auftrag von Storstockholms Lokaltrafik (SL) betrieben wird. Die Strecke verläuft weitgehend auf eigenem Bahnkörper, nur in Gröndal, Sundbyberg und Teilen von Solna verlaufen die Gleise mit Rillenschienen eingedeckt im Straßenraum. Die Züge verkehren im Regelbetrieb rechts, während bei schwedischen Bahnen ansonsten Linksverkehr üblich ist. Gleiswechselbetrieb ist auf der gesamten Strecke möglich, auf den straßenbündigen Abschnitten in Gröndal und Sundbyberg verkehren die Züge auf Sicht.

## Fahrzeuge
Die seit der Inbetriebnahme der Strecke eingesetzten Wagen sind vom Typ Bombardier Flexity Swift, sie wurden als Baureihe A32 eingereiht. Die sechsachsigen Gelenkwagen mit der Achsfolge Bo’2’Bo’ sind von den Kölner K4000 abgeleitet worden. Äußerlich sichtbare Unterschiede sind die Kopfformen, zusätzlich wurden nur drei Türen pro Wagenseite eingebaut. Die vierte ist jedoch wagenbaulich vorbereitet und bei Bedarf nachrüstbar. Das Laufgestell unter dem Gelenk ist wegen des gewünschten ebenen und niederflurigen Wagenbodens mit Losrädern ausgerüstet. Für die Streckenverlängerung nach Solna wurden zusätzliche Fahrzeuge benötigt, beschafft wurden dreiteilige, achtachsige Gelenkwagen vom Typ Urbos AXL der spanischen Firma CAF, eingereiht als Baureihe A35. Sie werden ebenfalls auf der erweiterten Djurgårdslinie, Spårväg City eingesetzt. Jeder Wagen bietet Platz für 221 (A32) bzw. 275 (A35) Fahrgäste und ist mit Wagen der gleichen Bauart kuppel- und vielfachsteuerbar. Wegen der Notwendigkeit, gleichermaßen Weichen mit Fernbahnmaßen und straßenbahntypische Rillenschienen befahren zu können, laufen die Wagen auf Kompromissradreifen mit Rückflächenabstand nach Fernbahnnorm oberhalb der Schienenoberkante.

## Anschlüsse
Die Tvärbana bietet viele Anschlüsse an andere Bahnen: in Alvik zur Nockebybana und zu den grünen Linien der Tunnelbana (U-Bahn), in Liljeholmen zu den roten Linien der Tunnelbana, in Sundbybergs centrum und Solna centrum zu den blauen Linien der Tunnelbana, in Årstaberg, Sundbybergs centrum und Solna zum Pendeltåg und in Globen und Gullmarsplan erneut zu den grünen Linien der Tunnelbana. Am 1. Oktober 2017 wurde die Verlängerung nach Sickla eingeweiht, wo Anschlüsse zur Saltsjöbanan bestehen. Die doppelte Gleisverbindung zwischen den bis zu diesem Zeitpunkt als Kehranlage genutzten Streckengleisen hinter Sickla udde wurde in diesem Zusammenhang ausgebaut.
In Liljeholmen gibt es eine Gleisverbindung zum Fernbahnnetz am Bahnhof Älvsö Godsbanagård, die zur Fahrzeuganlieferung, vor allem jedoch für den Güterverkehr zu einer Zementfabrik am Liljeholmshamnen genutzt wird. Weitere Gleisverbindungen für Instandhaltungszwecke und Wagenüberführungen existieren zwischen Globen und Gullmarsplan sowie in Alvik durch das Brommadepå zum Netz der grünen Linie der Tunnelbana, in Alvik außerdem zur Nockebybanan.
Solange auf den beiden Teilstrecken nördlich und südlich von Alvik unterschiedliche Signalsysteme installiert waren, wurden die Zugfahrten trotz der durch die Außenbahnsteige ungünstigen Umsteigeverhältnisse in Alvik gebrochen.

## Geschichte
Mit dem Bau des ersten Streckenabschnitts wurde 1996 begonnen. Seit 2000 verkehrt die Tvärbana zwischen Gullmarsplan und Liljeholmen, später kamen dann die Verlängerungen von Liljeholmen nach Alvik, 2002 von Gullmarsplan nach Sickla udde und 2013 von Alvik nach Solna centrum sowie 2014 zur Solna station hinzu.
Der 2009 begonnene Bau der Strecke von Alvik nach Solna wurde im Mai 2012 größtenteils fertiggestellt. Die erste Probefahrt bis Solna centrum fand am 4. Juni 2012 statt.
Die Eröffnung des Teilstücks Alvik–Solna centrum erfolgte am 28. Oktober 2013. Wegen der aufwändigen Kreuzungsbauwerke mit dem Frösundaleden wurde das letzte Stück bis Solna station erst am 18. August 2014 eröffnet.
Im Sommer 2014 wurde die gesamte Tvärbana gesperrt, um einige Bahnsteige zu verbreitern. Gleichzeitig sollte ein neues Signalsystem installiert werden, was jedoch aufgrund von Lieferschwierigkeiten beim Signallieferanten nicht möglich war. Deshalb erfolgte im Sommer 2017 eine erneute Totalsperrung. Diese wurde auch zum Einbau von drei Kehranlagen bei Alviks strand, Årstaberg und Mårtensdal genutzt. Seit 5. August 2017 gab es durchgehenden Betrieb von Solna bis Stora Essingen; seit 2. Oktober 2017 bis Sickla.
2016 wurde der Bau einer Zweigstrecke im Nordwesten, des Kista-Astes, beschlossen. Diese  Zweigstrecke trennt sich nördlich von Norra Ulvsunda von der Stammstrecke, dem Solna-Zweig und soll im Endausbau über den Flugplatz Bromma, einen bisher nur geplanten Haltepunkt Solvalla an der Mälarbana, den U-Bahnhof Rissne, Ursvik und den U-Bahnhof Kista centrum bis zum Haltepunkt Helenelund an der Ostkustbana Richtung Uppsala führen. Vorbereitende Arbeiten begannen bereits 2015.
Ab dem 13. Dezember 2020 erhielt die Tvärbana anstelle der bisherigen Liniennummer 22, die an die 21 Linien des alten Stockholmer Straßenbahnnetzes anschloss und lange an den Zügen nicht angezeigt wurde, die neuen Liniennummern 30 und 31. Aus der bisherigen Linie 22 wurde die 30, die Linie 31 verkehrt in der ersten Betriebsstufe zwischen Alviks Strand und dem Regionalflughafen Stockholm-Bromma.
Der Streckenabschnitt bis Ursvik wird jetzt weiter gebaut. Die Strecke von Ursvik bis Helenelund wird zu einer späteren Zeit gebaut, weil es momentan keinen passenden Auftragnehmer dazu gibt.

## Linien
| Linie | alte Nummer | Strecke                          | Reisezeit | Länge   | Stationen |
| ----- | ----------- | -------------------------------- | --------- | ------- | --------- |
| 30    | 22          | Sickla – Solna                   | 0:56      | 19,0 km | 26        |
| 31    | -           | Alviks strand – Bromma flygplats | 0:11      | 3,8 km  | 6         |

## Fahrgastzahlen
Seit Inbetriebnahme im Jahr 2000 erfreut sich die Tvärbana kontinuierlich zunehmender Beliebtheit.
Anzahl zusteigender Fahrgäste an einem Winterwerktag an wichtigen Umsteigestationen:
| Bahnhof          | 2022  | 2021  | 2020  | 2019   | 2018  | 2017  | 2016      | 2015      | 2014      | 2013      | 2012  | 2010  |
| ---------------- | ----- | ----- | ----- | ------ | ----- | ----- | --------- | --------- | --------- | --------- | ----- | ----- |
| Solna station    | 4000  | 3100  | 3400  | 5200   | 4800  | 4500  | 3100      | 2400      | 2400      | -         | -     | -     |
| Sundbyberg       | 4700  | 3600  | 3700  | 5300   | 4800  | 4300  | 2800      | 2300      | 2300      | 1400      | -     | -     |
| Bromma Flygplats | 350   | 350   | -     | -      | -     | -     | -         | -         | -         | -         | -     | -     |
| Alvik            | 7000  | 5300  | 5300  | 7900   | 7700  | 7300  | 4400 7300 | 3900 6900 | 2400 6200 | 1000 6200 | 5800  | 5500  |
| Årstaberg        | 7200  | 5800  | 6000  | 8300   | 7100  | 6300  | 6000      | 5400      | 6000      | 6000      | 5700  | 5200  |
| Liljeholmen      | 12400 | 10300 | 11000 | 15200  | 13800 | 12100 | 11900     | 11400     | 11700     | 11700     | 11000 | 10300 |
| Gullmarsplan     | 11200 | 8700  | 8800  | 12900  | 11800 | 10900 | 10200     | 10300     | 10400     | 10400     | 9900  | 9900  |
| Sickla           | 4500  | 3600  | 3700  | 4800   | 3800  | 2900  | -         | -         | -         | -         | -     | -     |
| Tvärbana gesamt  | 95000 | 75000 | 76000 | 108000 | 99100 | 89900 | 82000     | 77000     | 73000     | 62000     | 58000 | 55000 |

## Betrieb
Ab dem Betriebsstart im Jahr 2000 wurde die Linie von Veolia Transport betrieben. Seit August 2012 ist Arriva Sverige (heute: VR Sverige) mit der Betriebsführung auf der Tvärbana betraut. Um Anreize für einen attraktiven Betrieb zu schaffen, wurde ein Vergütungsmodell gewählt, das auf Fahrgastzahlen beruht und nicht auf Wagen- oder Platzkilometern. Der Vertrag lief bis 2020 und konnte bis 2024 verlängert werden. Von der Option zur Verlängerung wurde Gebrauch gemacht.
Am 23. Mai 2023 entschied der Verkehrsausschuss der Region Stockholm, den Betrieb sämtlicher Straßenbahnlinien im Raum Stockholm und damit auch den der beiden Linien der Tvärbanan ab 1. August 2024 durch AB Stockholms Spårvägar durchführen zu lassen. Der neue Verkehrsvertrag hat eine Laufzeit von 10 Jahren.